# Pôle d'équilibre territorial et rural du Grand Beauvaisis
Le Pôle d'équilibre territorial et rural du Grand Beauvaisis aussi appelé le  Grand Beauvaisis, ou encore le Pays du Grand Beauvaisis est un Pôle d'équilibre territorial et rural, situé dans le département de l'Oise en région Hauts-de-France.
Constitué de cinq intercommunalités, son territoire s'étend sur 234 communes.

## Historique
Le Grand Beauvaisis  se constitue sous statut associatif en 2009 avec l’Association du Pays du Grand Beauvaisis (APGB) à l'initiative de la communauté d'agglomération du Beauvaisis, avant de se transformer en syndicat mixte du Pôle d'équilibre territorial et rural, créé par un arrêté préfectoral du 25 janvier 2019.
Par arrêté préfectoral du 21 juillet 2023, le périmètre du PETR est élargi au territoire de la communauté de communes du Clermontois.
Ce sont donc cinq  EPCI qui composent désormais le PETR.

## Territoire

### Membres
Le PETR regroupe les cinq établissements publics de coopération intercommunale (EPCI) à fiscalité propre suivants : 
- la communauté d'agglomération du Beauvaisis
- la communauté de communes de l'Oise Picarde
- la communauté de communes du Pays de Bray
- la communauté de communes de la Picardie verte
- la communauté de communes du Clermontois

Ces intercommunalités regroupent 234 communes picardes.

## Organisation

### Siège
Le siège du PETR est à Beauvais, 48 rue Desgroux, mais ses bureaux sont 25, rue Maurice Segonds.

### Élus
Le syndicat mixte est administré par son comité syndical, composé de  24 conseillers communautaires (ayant chacun un suppléant) représentant chacune des  intercommunalités membres, et répartis en fonction de leur poids démographique de la manière suivante[réf. nécessaire] :
 
- 8 délégués pour la communauté d'agglomération du Beauvaisis

- 5 délégués pour la communauté d communes du Clermontois

- 4 délégués pour la communauté de communes de l'Oise Picarde et la communauté de communes de la Picardie verte

- 3 délégués pour  la communauté de communes du Pays de Bray.

Le comité syndical renouvelé après les élections municipales de 2020 dans l'Oise a élu le 7 septembre 2020 son nouveau président, Jacques TAVEAU, vice-président  de la communauté de communes de l’Oise Picarde, qui, depuis l'extention au Clermontois, est assisté de cinq vice-présidents[réf. nécessaire] : 
1. M. Dominique Devillers, Vice-Président de la communauté d’agglomération du Beauvaisis et maire de Juvignies ;
2. Jean Cauwel, Président de la communauté de communes de l’Oise Picarde et maire de Breteuil ;
3. Jean-Pierre Estienne, Vice-Président de la communauté de communes de la Picardie Verte, maire de Feuquières .
4. Jean-Michel Duda, Président de la communauté de communes du Pays de Bray, maire du Vaumain.
5. Philippe Hesse, Vice-Président de la communauté d communes du Clermontois, maire de Rémécourt

Ensemble, ils forment le bureau syndical du PETR pour la mandature 2020-2026.

### Liste des présidents
| Période                                  | Période                    | Identité          | Étiquette | Qualité                                                                                            |
| ---------------------------------------- | -------------------------- | ----------------- | --------- | -------------------------------------------------------------------------------------------------- |
| Les données manquantes sont à compléter. |                            |                   |           | |
|                                          |                            |                   |           | |
| 2019                                     | septembre 2020             | Catherine Sabbagh |           | Infirmière Vice-présidente de la CC de l'Oise Picarde (2017 → 2020) Maire de Froissy (2013 → 2020) |
| septembre 2020                           | En cours (au 2 avril 2024) | Jacques Taveau    |           | Vice-président de CC de l'Oise Picarde (2020 → ) Maire de Chepoix (2014 → )                        |

### Compétences
Le PETR exerce les compétences que lui ont transférées les intercommunalités membres. Il s'agit essentiellement de :
- Conduire les réflexions et mener les études de développement et d’aménagement à l’échelle du territoire : aide à l’élaboration des stratégies territoriales ;
- Assurer l’ingénierie des projets issus du programme d’actions ou d’intérêt du pôle du Grand Beauvaisis permettant de répondre aux appels à projets ;
- Contractualiser dans le cadre des principales politiques qui concourent au développement durable du pôle du Grand Beauvaisis : le PETR  porte et met en œuvre différents dispositifs de contractualisation avec le Département, la Région, l’Etat et l’Union Européenne lorsqu’ils concernent les EPCI du Grand Beauvaisis.

Le PETR est structure porteuse du programme européen LEADER

### Régime fiscal et budget
Le PETR est un syndicat mixte financé par les contributions budgétaires et fiscalisées  de ses membres, ainsi que par les subventions qu'il reçoit, notamment de l'Union européenne.

## Projets et réalisations
Le projet de territoire du Grand Beauvaisis, précisé en 2022, prévoit plusieurs axes de travail du PETR jusqu'en 2026 : 
- Un repositionnement du PETR sur les questions d’aménagement du territoire, de planification territoriale, de SCoT tel qu’initialement prévu par le législateur en lien avec les actualités législatives ayant un impact majeur sur le territoire ;
- Une orientation des missions vers la connaissance territoriale et les grandes stratégies à l’échelle du bassin de vie ;
- Un principe de recentrage sur un programme de travail continu afin de faire émerger le rôle du PETR sur le temps long ;
- Un principe d’activation des études décidé annuellement en conférence des EPCI ;

Dans ce cadre, le PETR qui coordonnait à l'échelle de son territoire quatre SCoT : 
- SCoT de la Picardie Verte ;
- SCoT du Pays de Bray ;
- SCoT du Beauvaisis Clermontois (intégrant le Clermontois, jusqu'alors non membre du PETR) ;
- SCoT de l’Oise Plateau Picard (intégrant également le territoire d'un EPCI non membre du PETR) ;

envisage l'élaboration d'un SCoT unique sur son territoire, afin de permettre une réflexion cohérente permettant une mise en œuvre de loi Climat et résilience et des échelles de déclinaisons du futur SRADDET, dans le cadre notamment des dispositions relatives au « Zéro artificialisation nette » (ZAN)

## Pour approfondir